# Systém rendez-vous

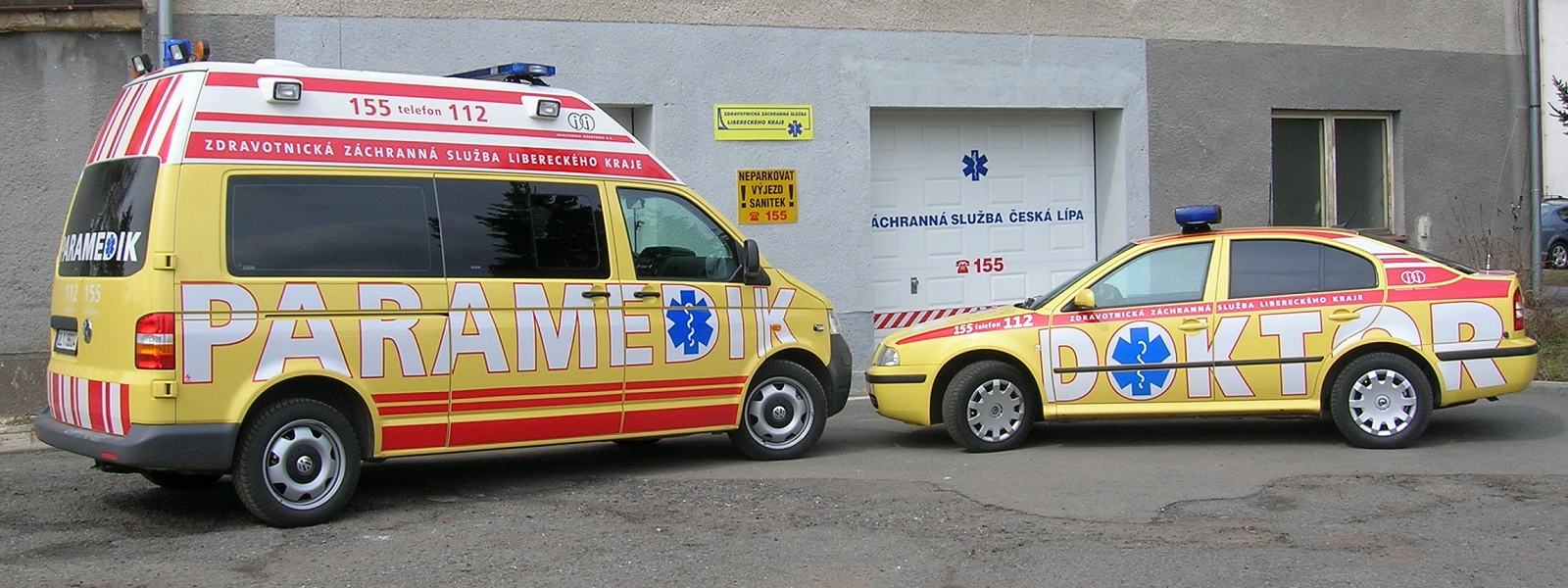
Vozidla RZP a RV v Libereckém kraji

Víceúrovňový setkávací systém neboli systém rendez-vous (obvykle pouze systém RV) je způsob organizace výjezdových skupin a stanovišť záchranné služby v některých evropských zemích, včetně Česka. Poprvé byl využit v Heidelbergu v 70. letech 20. století. Zavedla jej nadace Björn-Steiger-Stiftung.

## Princip

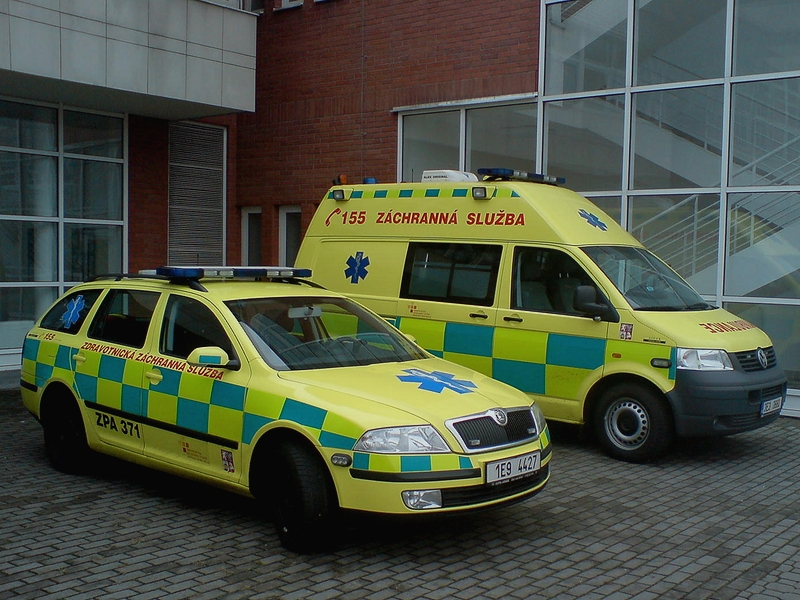
Sestava RV Zdravotnické záchranné služby Pardubického kraje

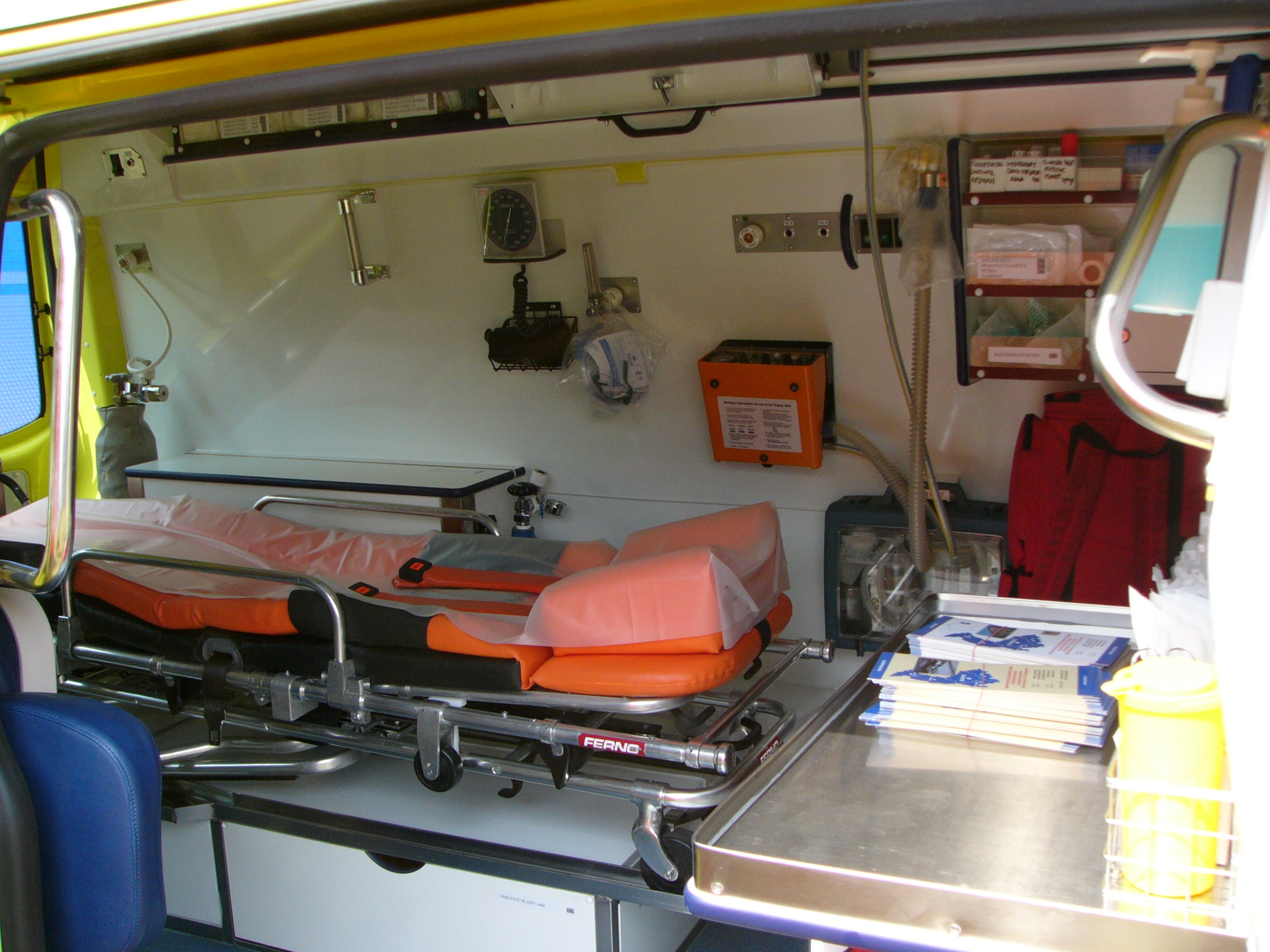
Vnitřní zástavba sanitního vozidla RZP

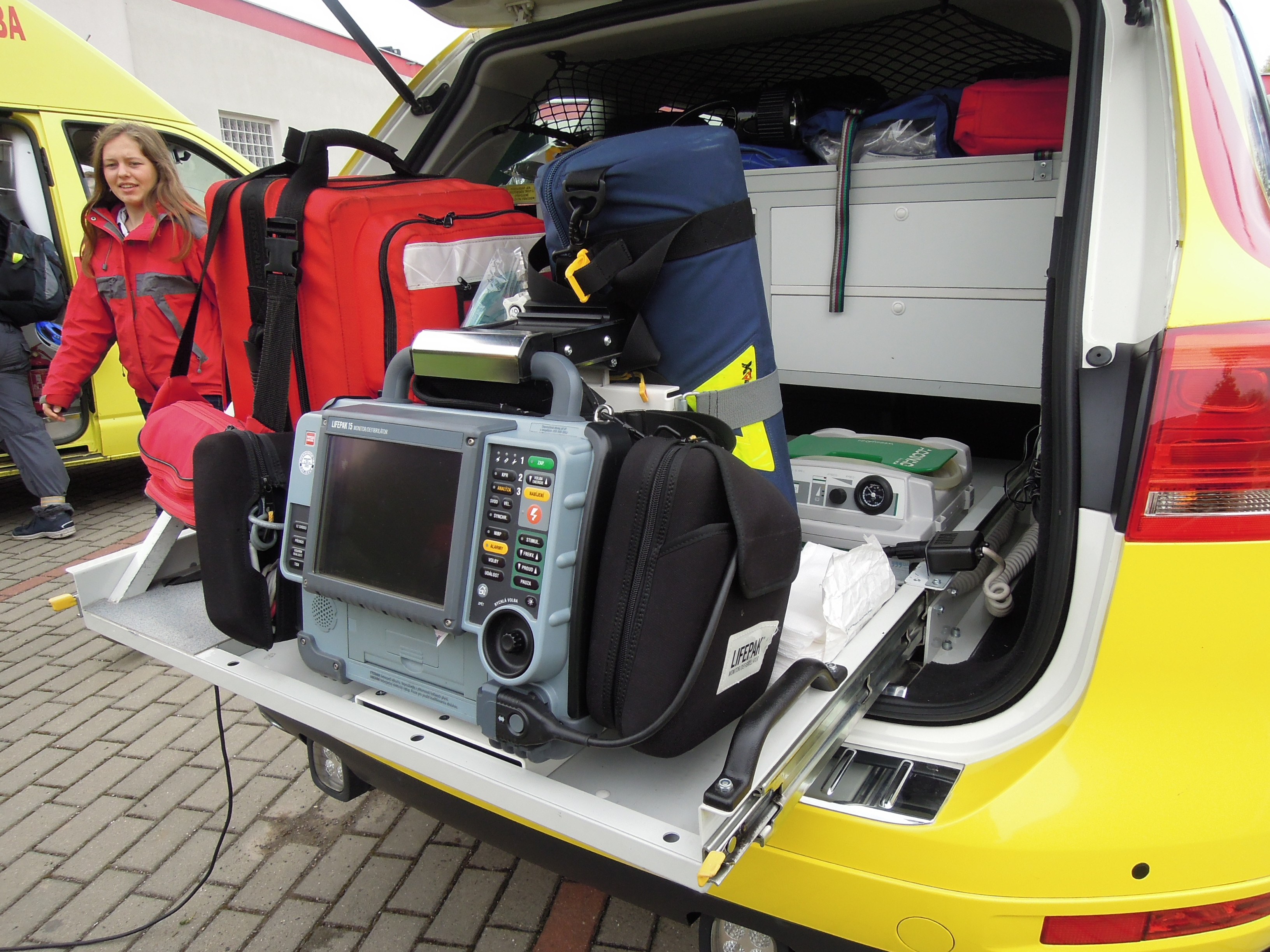
Vybavení RV vozidla Zdravotnické záchranné služby Královéhradeckého kraje

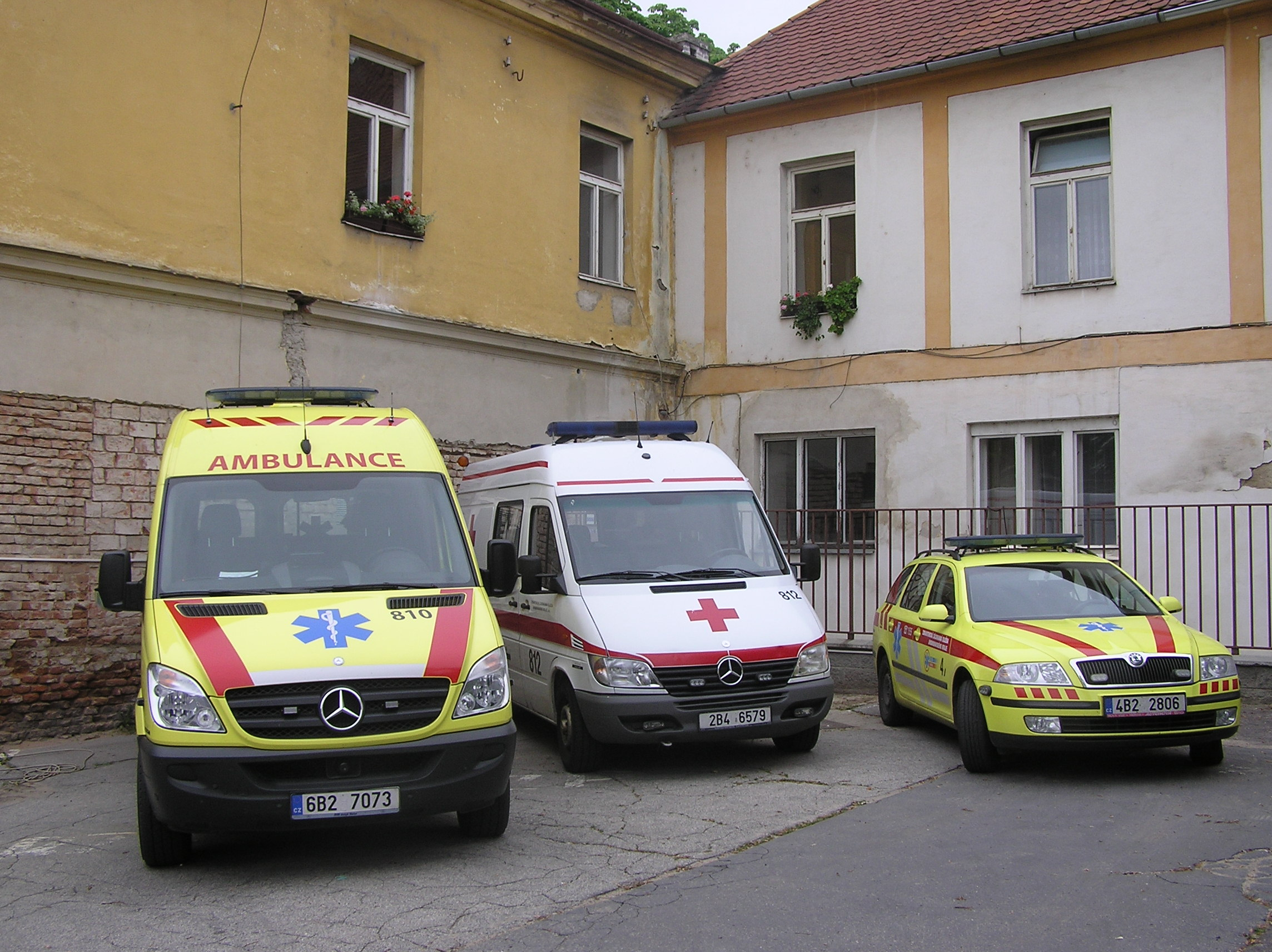
Vozidla RZP a RV na výjezdovém stanovišti ve Znojmě, Zdravotnická záchranná služba Jihomoravského kraje

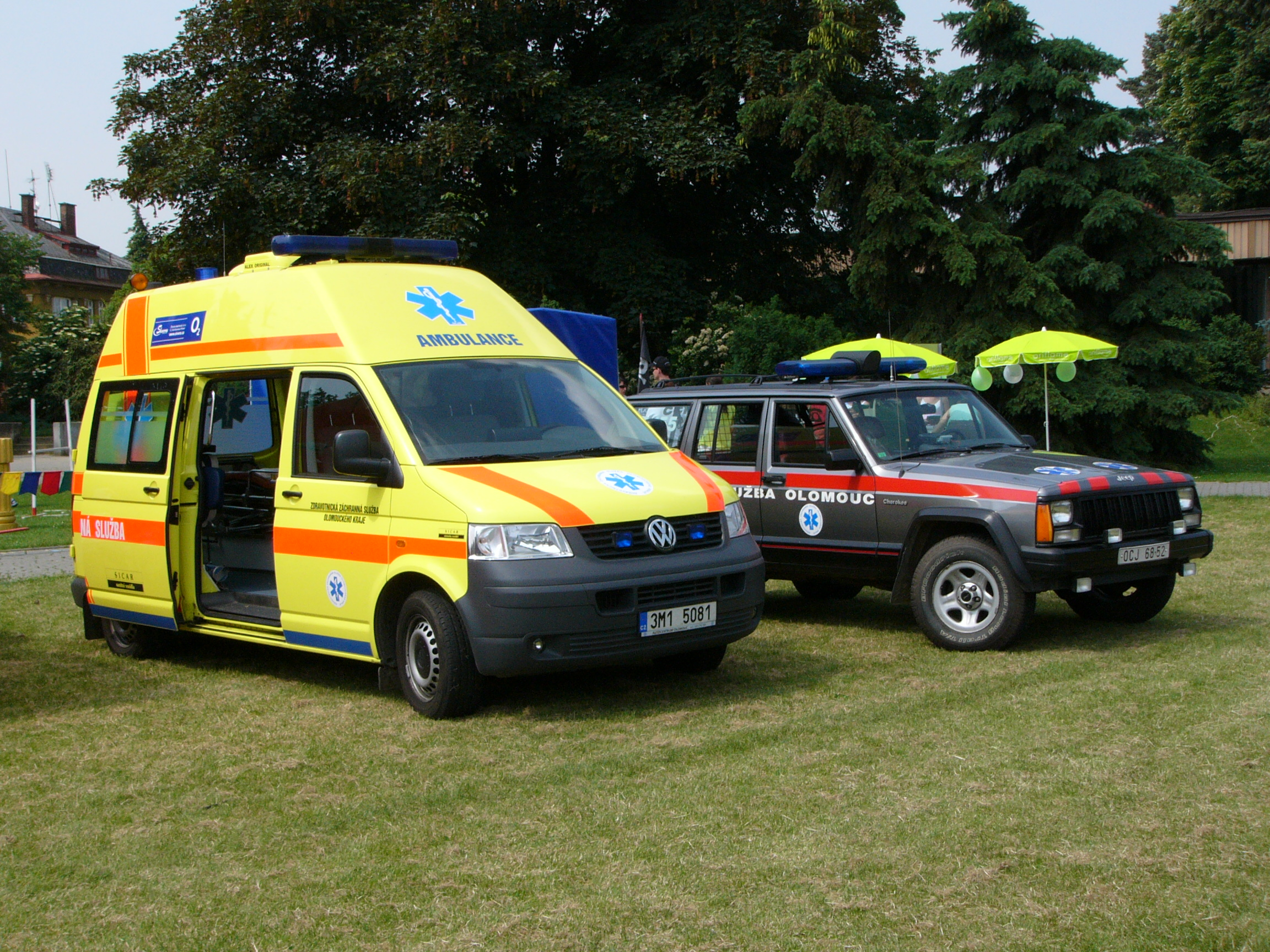
Sestava Rendez-Vous Zdravotnické záchranné služby Olomouckého kraje

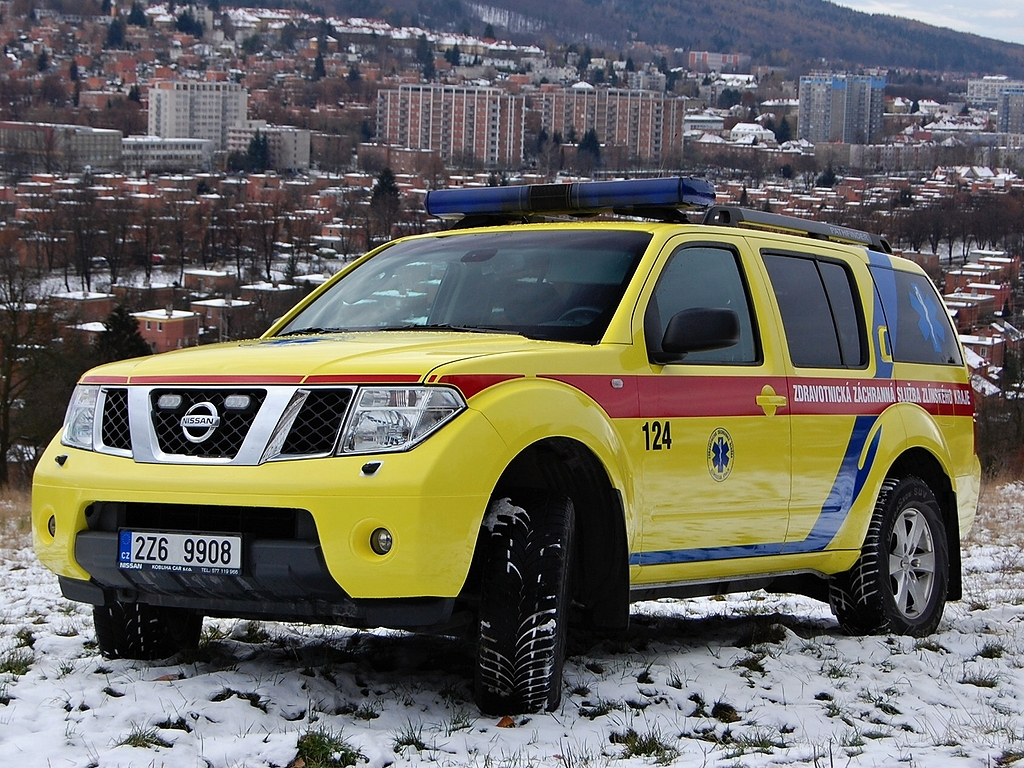
Nissan Pathfinder Zdravotnické záchranné služby Zlínského kraje

Systém RV funguje na principu setkávání dvou typů výjezdových skupin u zásahů:
- rychlá zdravotnická pomoc (RZP) ve složení řidič-záchranář a zdravotnický záchranář[2] (označení v Česku je střední zdravotnický pracovník (SZP), méně přesně také paramedik)
- rychlá lékařská pomoc v systému Rendez-Vous (RV) ve složení řidič-záchranář a lékař[2]

Systém RV vyžaduje vysoký počet výjezdových stanovišť, na nichž slouží výjezdové skupiny RZP a na některých stanovištích skupiny RV. Zatímco skupiny RZP využívají standardní dodávková sanitní vozidla, záchranáři ve výjezdových skupinách RV jezdí v osobních nebo SUV automobilech. Při přijetí tísňové výzvy vyhodnotí operátorka na zdravotnickém operačním středisku, zda vyslat k případu pouze samostatně skupinu RZP nebo obě skupiny zároveň. V praxi to pak vypadá tak, že se obě skupiny setkají na místě zásahu a pacient je ošetřen kvalifikovaným lékařem. Do zdravotnického zařízení bývá obvykle transportován výjezdovou skupinou RZP a vozidlo s lékařem je opět volné. Při kritickém stavu pacienta může jet lékař se skupinou RZP. Pokud dorazí na místo zásahu pouze skupina RZP a stav pacienta se náhle zhorší, přivolají záchranáři na místo skupinu RV. Jelikož jsou skupiny RV umístěny jen na některých stanovištích, setkávají se často u zásahu skupiny z různých výjezdových stanovišť. Operátor nebo operátorka na zdravotnickém operačním středisku má právo posádku RV přesměrovat na jiné místo v případě, že je indikace k zásahu urgentnější. Do systému nebývají zařazovány standardní výjezdové skupiny rychlé lékařské pomoci s lékařem ve velkém sanitním vozidle.

### Rychlá zdravotnická pomoc
Výjezdová skupina rychlé zdravotnické pomoci pracuje ve dvoučlenném složení, a to řidič-záchranář a zdravotnický záchranář (střední zdravotnický pracovník; SZP). Součástí skupiny RZP není lékař. K zásahům využívá sanitní vozidla třídy B nebo C. Veškeré vybavení je shodné s vozidly rychlé lékařské pomoci. Skupin RZP je zpravidla v oblastech se systémem RV výrazně více než skupin RV.
Někdy bývá střední zdravotnický pracovník označován jako paramedik. Takové označení není v Česku zcela přesné; SZP nemá v Česku tak rozsáhlé pravomoci v poskytování odborné přednemocniční neodkladné péče jako paramedici v Kanadě či USA.

### Rendez-Vous
Výjezdové skupiny RV bývají obvykle umístěny ve městech a vyjíždějí v osobních automobilech. Jedná se o speciální sanitní vozidla, která mají veškeré vybavení k ošetření pacienta shodné s velkými sanitními vozidly, ale nedisponují mobilizačním vybavením. Výbava takových vozidel se řídí podle vyhlášky Ministerstva zdravotnictví České republiky 92/2012 Sb. Výhodou je především rychlost. Ve velkých městech se dostane osobní automobil k případu často rychleji než velká sanitka. Lékař se ihned po příjezdu věnuje ošetření pacienta a vyčkává na příjezd skupiny RZP. Pacient bývá pak transportován do nemocnice skupinou RZP. Pokud je nutná spolupráce lékaře i při transportu pacienta, jedou obě vozidla do nemocnice, přičemž lékař se přesune do velké sanitky. Těchto případů je však méně než 10 % z celkového počtu zásahů.

## Výhody
- Rychlost – vozidla RV se dostávají k pacientovi rychleji než velké sanitky a lékař může včasně poskytnout odbornou přednemocniční neodkladnou péči.
- Flexibilita – k méně závažným případům postačuje vyslat samostatně skupinu RZP a lékař je připraven stále k výjezdu. V případě, že se setkají obě skupiny na místě, bývá pacient transportován do nemocnice velkou sanitkou a lékař je opět volný k dalšímu zásahu.
- Počet lékařů – systém RV vyžaduje nižší počet lékařů, kteří jsou využiti na velký počet zásahů. Tento způsob bývá však také nevýhodou. Pokud je lékař na výjezdu a je potřeba dalšího lékaře, dochází ke komplikacím. K zásahu musí přijet skupina RV z větší vzdálenosti.

## Nevýhody
- Pravomoce středních zdravotnických pracovníků – pravděpodobně největším problémem jsou v systému RV pravomoce záchranářů. V Česku nemohou SZP podávat bez indikace lékařů léky s opiáty. Často se tak stává, že lékař vyjede k zásahu pouze proto, aby podal pacientovi léky. Posádka bez lékaře také nemůže rozhodnout o tom, zda smí pacient zůstat doma.[4][5]
- Počet stanovišť – systém RV vyžaduje hustou síť výjezdových stanovišť.
- Veřejnost – laická veřejnost není vždy spokojena se systémem RV. V povědomí občanů v některých oblastech je rozšířen názor, že členové skupin RZP nedokáží poskytnout tak kvalifikovanou odbornou přednemocniční neodkladnou péči, jako lékař. V některých oblastech Česka je systém RV kritizován, např. v okolí Holic, kde byl zaveden systém RV a došlo tak k omezení provozu standardní výjezdové skupiny rychlé lékařské pomoci.[6]

## Systém RV v Česku
Celoplošně využívá systém RV pouze Zdravotnická záchranná služba hlavního města Prahy. Ta jej také zavedla v roce 1987 jako první záchranná služba v Česku.
Zatím jediný kraj, kde doposud nebyl systém RV spuštěn, je Ústecký kraj. Zde vyjíždějí na celém území pouze skupiny rychlé zdravotnické pomoci a rychlé lékařské pomoci s lékařem ve velké sanitce. Některá větší města (Brno, Ostrava) využívají jak systém RV, tak také standardní výjezdové skupiny RLP. Tato kombinace je ve velkých městských aglomeracích výhodná. V Česku bývá systém RV s výhodou využíván právě ve velkých městech nebo naopak v řídce osídlených oblastech. Zdravotnická záchranná služba Zlínského kraje má na výjezdovém stanovišti ve Slavičíně speciálně upravené vozidlo RV, které může v případě potřeby transportovat pacienta. Primárně k tomu ale určeno není. Do budoucna lze očekávat postupné zavádění systému RV stále častěji. Téměř všechna nová stanoviště záchranné služby v Česku jsou již budována pouze pro skupiny RZP, kde dojíždí skupiny RV odjinud. Do prosince 2010 fungoval systém RV v Královéhradeckém kraji, jehož specifikem bylo, že lékař vyjížděl ve velkém sanitním vozidle. Na místě zásahu se tak mohly setkat až dvě velké sanitky najednou. Od prosince 2010 je pro RV nasazeno vozidlo Volkswagen Touareg.

### Vozový park
V systému RV vyjíždějí v Česku nejčastěji vozidla Škoda Kodiaq, Škoda Octavia a Škoda Yeti. Volkswagen Touareg využívají Zdravotnická záchranná služba Královéhradeckého kraje, Zdravotnická záchranná služba Moravskoslezského kraje a Zdravotnická záchranná služba Olomouckého kraje. V Olomouckém kraji je pak do systému RV zařazeno vozidlo Volkswagen Tiguan. Ve Středočeském a Libereckém kraji jsou využita vozidla Subaru Forester. Opava disponuje vozidlem Nissan X-Trail, ve Slavičíně vyjíždí Nissan Pathfinder. V Libereckém kraji jezdí také dva kusy Renault Koleos s červenobílou battenburskou šachovnicí. V Praze jsou do systému zařazena vozidla Mercedes-Benz ML. Zdravotnická záchranná služba Plzeňského kraje využívá vozidla Honda CR-V. 19. ledna 2011 byla slavnostně Zdravotnické záchranné službě Středočeského kraje předána čtyři nová vozidla Škoda Yeti, která jsou zařazena do systému RV. Tento typ vozidel začala využívat jako první záchranná služba v Česku.